# Ruido de cinta
El ruido de cinta es el siseo de alta frecuencia presente en las grabaciones de cinta magnética analógicas, causado por el tamaño de las partículas magnéticas usadas para fabricar la cinta, e identificable como el ruido de fondo de estas grabaciones. Puede ser reducido por el uso de partículas más finas o incrementando la velocidad de la cinta o la amplitud de pista usada por la grabadora. Se obtiene una mejora de 3 dB de la relación señal/ruido por cada duplicación de la amplitud de pista.
Se pueden usar numerosas técnicas de reducción de ruido para aminorar el impacto del ruido de cinta, incluyendo Dolby NR y DBX, o, en el caso de grabación en videocinta, modulación de frecuencia de la señal de vídeo compuesto, o el componente luma.